# Адріано Вісконті
Адріано Вісконті (італ. Adriano Visconti di Lampugnano 1915–1945) — італійський льотчик-ас Другої світової війни і найвідоміший пілот Національної республіканської авіації Італії. На рахунку Вісконті 10 підтверджених перемог над літаками союзників.

## Біографія
Адріано Вісконті народився 11 листопада 1915 року в Триполі (батько Адріано приїхав в Лівію в 1911 році). 21 жовтня 1936 року Вісконтіпоступив в авіаційне училище в Казерті. У 1939 році Адріано потрапив в 159-у ескадрилью Королівських ВПС Італії. Підрозділ в основному спеціалізувалося по наземним ударам .
У червні 1940 року ескадрилья була перекинута в Тобрук, для участі в Північноафриканській кампанії. До грудня Вісконті був нагороджений двома срібними і однією бронзовою медалями «За військову доблесть». У 1941 року Адріано переведений в 76-у ескадрилью 54-го авіакрила, яка базувалася в Тревізо .
15 червня 1942 року неподалік Пантеллерії Адріано Вісконті здобув свою першу повітряну перемогу, збивши на своєму Маккі C.202 британський Хоукер Харрикейн . У березні 1943 року авіакрило перекинули в Туніс, де Вісконті отримав звання капітана і був призначений командиром 76-ї ескадрильї. Після закінчення Північноафриканської кампанії Вісконті вдалося уникнути полону і втекти .
В Італії Адріано був призначений командиром щойно сформованої 310-ї винищувальної аерофотознімальної ескадрильї, на озброєнні якої знаходилися модифіковані Маккі C.205 Вельтро .
Після укладення перемир'я в 1943 році Вісконті рішуче встав на бік фашистів. Адріано був призначений першим командиром 1 ескадрильї Національної республіканської авіації, а потім, отримавши звання майора, призначений командиром I групи «Acco di Bastoni». 29 квітня 1945 року Адріано Вісконті був страчений італійськими партизанами в Мілані .

## Нагороди
- Бронзова медаль «За військову доблесть» (2 рази);
- Срібна медаль «За військову доблесть» (4 рази);
- Кавалер Залізного хреста 2-го класу .